# Atlas D

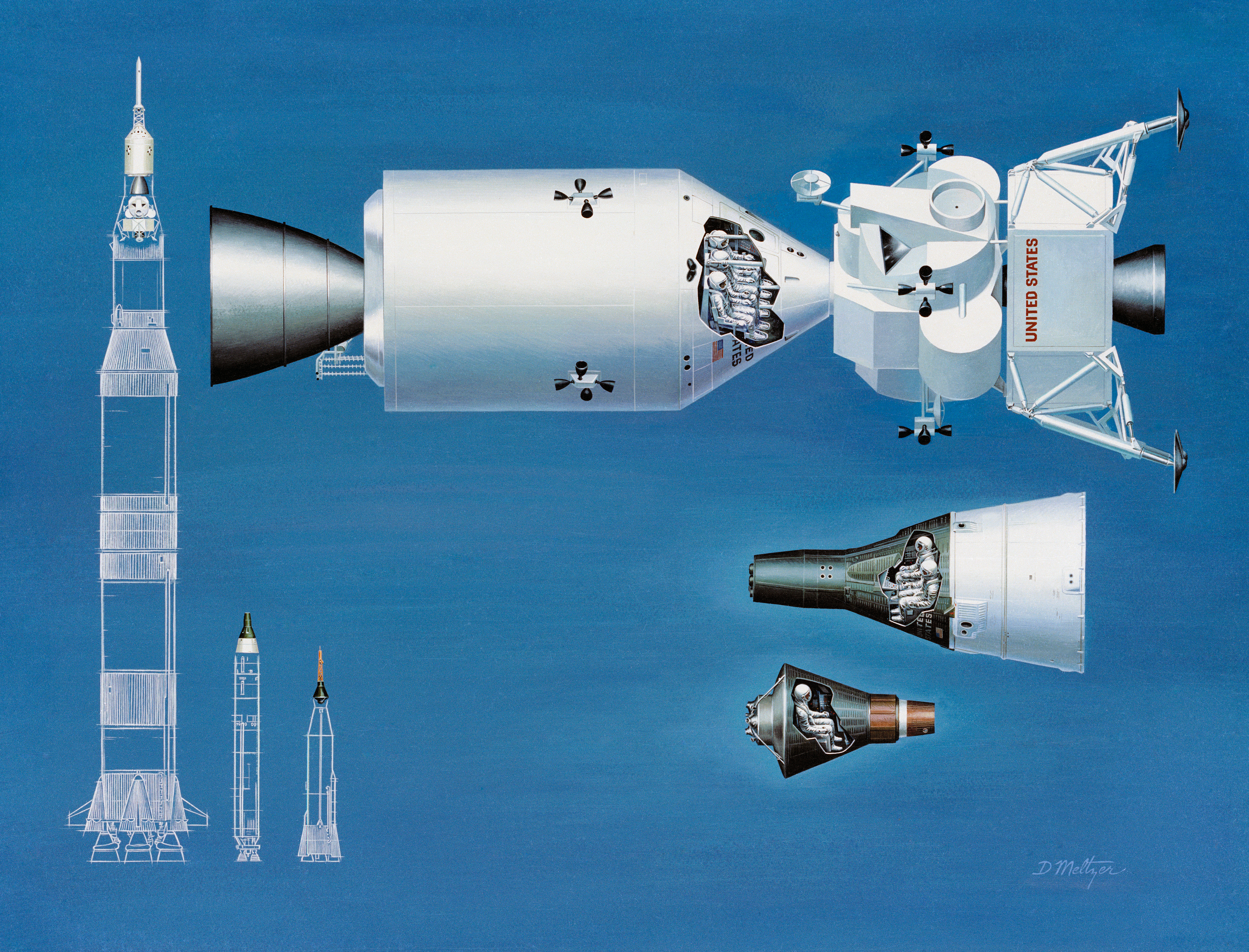
Ilustracja przedstawiająca względne rozmiary jednoosobowego statku kosmicznego Mercury, dwuosobowego Gemini oraz trzyosobowego Apollo. Zamieszczono również rysunki rakiet nośnych (Saturn V, Titan II i Atlas D) w celu pokazania ich względnych rozmiarów oraz pozycji statku kosmicznego podczas startu (zaznaczony na górze każdej z rakiet)

Atlas D – amerykańska jednostopniowa rakieta nośna, pierwotnie pocisk balistyczny. Był to pierwszy pocisk serii Atlas, który uzyskał status operacyjny (po locie 12D w 1959). Rakieta brała udział w pierwszym załogowym programie lotów kosmicznych, Mercury (pod nazwą Atlas LV-3B). W kategorii pocisków zastąpiona przez konstrukcje Atlas E i Atlas F, zaś w kategorii rakiet nośnych przez Atlas SLV-3 i Atlas E/F.

## Chronologia startów
Podane starty obejmują wszystkie rodzaje lotów Atlasa D, zarówno w kosmos, jak i jako międzykontynentalnej rakiety balistycznej w zastosowaniach militarnych.
1. 14 kwietnia 1959, 21:46 GMT; s/n 3D; miejsce startu: Przylądek Canaveral (LC13), USA
Ładunek: lot testowy; Uwagi: start nieudany – awaria związana z układem dostarczania paliwa
2. 19 maja 1959, 04:30 GMT; s/n 7D; miejsce startu: Przylądek Canaveral (LC14), USA
Ładunek: lot testowy; Uwagi: start nieudany – awaria wyrzutni
3. 6 czerwca 1959, 17:39 GMT; s/n 5D; miejsce startu: Przylądek Canaveral (LC13), USA
Ładunek: lot testowy; Uwagi: start nieudany – awaria związana z układem dostarczania paliwa
4. 29 lipca 1959, 04:10 GMT; s/n 11D; miejsce startu: Przylądek Canaveral (LC11), USA
Ładunek: lot testowy; Uwagi: start udany – osiągnięto wysokość ok. 1800 km
5. 11 sierpnia 1959, 18:01 GMT; s/n 14D; miejsce startu: Przylądek Canaveral (LC13), USA
Ładunek: lot testowy; Uwagi: start udany – osiągnięto wysokość ok. 1800 km
6. 9 września 1959, 08:19 GMT; s/n 10D; miejsce startu: Przylądek Canaveral (LC14), USA
Ładunek: Big Joe 1; Uwagi: start nieudany
7. 9 września 1959, 17:50 GMT; s/n 12D; miejsce startu: kosmodrom Vandenberg (LC576A2), USA
Ładunek: lot demonstracyjny; Uwagi: start udany
8. 17 września 1959, 02:09 GMT; s/n 17D; miejsce startu: Przylądek Canaveral (LC13), USA
Ładunek: lot testowy; Uwagi: start nieudany – awaria układów hydraulicznych
9. 6 października 1959, 05:55 GMT; s/n 18D; miejsce startu: Przylądek Canaveral (LC11), USA
Ładunek: lot testowy pojazdu powrotnego Mk 3 Mod 1; Uwagi: start udany
10. 10 października 1959, 03:10 GMT; s/n 22D; miejsce startu: Przylądek Canaveral (LC13), USA
Ładunek: lot testowy; Uwagi: start udany
11. 29 października 1959, 07:20 GMT; s/n 26D; miejsce startu: Przylądek Canaveral (LC11), USA
Ładunek: lot testowy; Uwagi: start udany – w osłonie aerodynamicznej umieszczona była kamera, która pomyślnie wykonała zdjęcia Ziemi z kosmosu
12. 4 listopada 1959, 21:37 GMT; s/n 28D; miejsce startu: Przylądek Canaveral (LC13), USA
Ładunek: Little Joe 1A; Uwagi: start udany
13. 24 listopada 1959, 19:48 GMT; s/n 15D; miejsce startu: Przylądek Canaveral (LC13), USA
Ładunek: lot testowy; Uwagi: start udany
14. 9 grudnia 1959, 00:10 GMT; s/n 31D; miejsce startu: Przylądek Canaveral (LC13), USA
Ładunek: lot testowy; Uwagi: start udany
15. 19 grudnia 1959, 00:48 GMT; s/n 40D; miejsce startu: Przylądek Canaveral (LC13), USA
Ładunek: lot testowy; Uwagi: start udany
16. 7 stycznia 1960, 01:40 GMT; s/n 43D; miejsce startu: Przylądek Canaveral (LC13), USA
Ładunek: lot testowy; Uwagi: start udany
17. 26 stycznia 1960, 23:43 GMT; s/n 6D; miejsce startu: kosmodrom Vandenberg (LC576A3), USA
Ładunek: lot demonstracyjny; Uwagi: start udany
18. 27 stycznia 1960, 01:31 GMT; s/n 44D; miejsce startu: Przylądek Canaveral (LC13), USA
Ładunek: lot testowy; Uwagi: start udany
19. 12 lutego 1960, 04:11 GMT; s/n 49D; miejsce startu: Przylądek Canaveral (LC13), USA
Ładunek: lot testowy; Uwagi: start udany
20. 8 marca 1960, 13:10 GMT; s/n 42D; miejsce startu: Przylądek Canaveral (LC11), USA
Ładunek: lot testowy; Uwagi: start udany – pierwszy lot z wykorzystaniem kierowania bezwładnościowego
21. 11 marca 1960, 00:36 GMT; s/n 51D; miejsce startu: Przylądek Canaveral (LC13), USA
Ładunek: lot testowy; Uwagi: start nieudany – awaria układu napędowego
22. 8 kwietnia 1960, 02:06 GMT; s/n 48D; miejsce startu: Przylądek Canaveral (LC11), USA
Ładunek: lot testowy; Uwagi: start nieudany – awaria układu napędowego
23. 22 kwietnia 1960, 19:39 GMT; s/n 25D; miejsce startu: kosmodrom Vandenberg (LC576B2), USA
Ładunek: lot demonstracyjny; Uwagi: start udany
24. 6 maja 1960, 16:47 GMT; s/n 23D; miejsce startu: kosmodrom Vandenberg (LC576B2), USA
Ładunek: lot demonstracyjny; Uwagi: start nieudany
25. 20 maja 1960, 15:00 GMT; s/n 56D; miejsce startu: Przylądek Canaveral (LC12), USA
Ładunek: lot testowy; Uwagi: start udany – wówczas najdłuższy lot pocisku międzykontynentalnego, 14 548 km. Rakieta wzniosła się na wysokość około 1600 km
26. 11 czerwca 1960, 06:30 GMT; s/n 54D; miejsce startu: Przylądek Canaveral (LC11), USA
Ładunek: lot testowy; Uwagi: start udany
27. 22 czerwca 1960, 14:49 GMT; s/n 62D; miejsce startu: Przylądek Canaveral (LC14), USA
Ładunek: lot testowy; Uwagi: start nieudany – usterka elektryczna
28. 28 czerwca 1960, 02:30 GMT; s/n 27D; miejsce startu: Przylądek Canaveral (LC12), USA
Ładunek: lot testowy; Uwagi: start udany
29. 2 lipca 1960, 06:58 GMT; s/n 60D; miejsce startu: Przylądek Canaveral (LC11), USA
Ładunek: lot testowy; Uwagi: start nieudany – usterka elektryczna
30. 22 lipca 1960, 23:46 GMT; s/n 74D; miejsce startu: kosmodrom Vandenberg (LC576B1), USA
Ładunek: lot demonstracyjny; Uwagi: start nieudany
31. 29 lipca 1960, 14:13 GMT; s/n 50D; miejsce startu: Przylądek Canaveral (LC14), USA
Ładunek: Mercury-Atlas 1; Uwagi: start nieudany – awaria rakiety nośnej. Rakieta wraz z ładunkiem rozbiła się o powierzchnię wody w 58,5 s lotu
32. 9 sierpnia 1960, 18:09 GMT; s/n 32D; miejsce startu: Przylądek Canaveral (LC12), USA
Ładunek: lot testowy; Uwagi: start udany
33. 12 sierpnia 1960, 13:00 GMT; s/n 66D; miejsce startu: Przylądek Canaveral (LC11), USA
Ładunek: lot testowy; Uwagi: start udany
34. 12 września 1960, 20:38 GMT; s/n 47D; miejsce startu: kosmodrom Vandenberg (LC576B3), USA
Ładunek: lot demonstracyjny; Uwagi: start nieudany
35. 17 września 1960, 00:50 GMT; s/n 76D; miejsce startu: Przylądek Canaveral (LC11), USA
Ładunek: lot testowy; Uwagi: start udany
36. 19 września 1960, 18:31 GMT; s/n 79D; miejsce startu: Przylądek Canaveral (LC14), USA
Ładunek: lot testowy; Uwagi: start udany – drugi pod względem długości dotychczas lot pocisku międzykontynentalnego
37. 29 września 1960, 20:31 GMT; s/n 33D; miejsce startu: kosmodrom Vandenberg (LC576B2), USA
Ładunek: lot demonstracyjny; Uwagi: start nieudany
38. 13 października 1960, 04:53 GMT; s/n 81D; miejsce startu: kosmodrom Vandenberg (LC576B3), USA
Ładunek: lot demonstracyjny; Uwagi: start nieudany
39. 13 października 1960, 09:34 GMT; s/n 71D; miejsce startu: Przylądek Canaveral (LC11), USA
Ładunek: lot testowy; Uwagi: start udany – w przestrzeni ładunkowej umieszczono trzy myszy. Rakieta przeleciała 8050 km (wys. maks. 1046 km). Myszy przeżyły lądowanie kapsuły w oceanie
40. 22 października 1960, 05:13 GMT; s/n 55D; miejsce startu: Przylądek Canaveral (LC14), USA
Ładunek: lot testowy; Uwagi: start udany
41. 15 listopada 1960, 05:54 GMT; s/n 83D; miejsce startu: Przylądek Canaveral (LC12), USA
Ładunek: lot testowy; Uwagi: start udany
42. 16 grudnia 1960, 20:35 GMT; s/n 99D; miejsce startu: kosmodrom Vandenberg (LC576B3), USA
Ładunek: lot testowy; Uwagi: start udany
43. 23 stycznia 1961, 21:02 GMT; s/n 90D; miejsce startu: Przylądek Canaveral (LC12), USA
Ładunek: lot testowy; Uwagi: start udany
44. 21 lutego 1961, 14:12 GMT; s/n 67D; miejsce startu: Przylądek Canaveral (LC14), USA
Ładunek: Mercury-Atlas 2; Uwagi: start udany
45. 25 kwietnia 1961, 16:15 GMT; s/n 100D; miejsce startu: Przylądek Canaveral (LC14), USA
Ładunek: Mercury-Atlas 3; Uwagi: start nieudany – rakieta zniszczona przez oficera bezpieczeństwa około 40 sekund po starcie, na wysokości 5 km, z powodu niebezpiecznej trajektorii lotu
46. 24 maja 1961, 21:50 GMT; s/n 95D; miejsce startu: kosmodrom Vandenberg (LC576B2), USA
Ładunek: lot testowy; Uwagi: start udany
47. 23 sierpnia 1961, 01:16 GMT; s/n 101D; miejsce startu: kosmodrom Vandenberg (LC576B3), USA
Ładunek: lot testowy; Uwagi: start udany
48. 13 września 1961, 14:04 GMT; s/n 88D; miejsce startu: Przylądek Canaveral (LC14), USA
Ładunek: Mercury-Atlas 4; Uwagi: start udany
49. 29 listopada 1961, 15:07 GMT; s/n 93D; miejsce startu: Przylądek Canaveral (LC14), USA
Ładunek: Mercury-Atlas 5; Uwagi: start udany
50. 29 listopada 1961, 23:01 GMT; s/n 53D; miejsce startu: kosmodrom Vandenberg (LC576B2), USA
Ładunek: lot testowy; Uwagi: start udany
51. 7 grudnia 1961, 21:18 GMT; s/n 82D; miejsce startu: kosmodrom Vandenberg (LC576B3), USA
Ładunek: lot testowy; Uwagi: start udany
52. 17 stycznia 1962, 21:02 GMT; s/n 123D; miejsce startu: kosmodrom Vandenberg (LC576B2), USA
Ładunek: lot testowy; Uwagi: start udany
53. 23 stycznia 1962, 21:28 GMT; s/n 132D; miejsce startu: kosmodrom Vandenberg (LC576B3), USA
Ładunek: lot testowy; Uwagi: start udany
54. 16 lutego 1962, 23:04 GMT; s/n 137D; miejsce startu: kosmodrom Vandenberg (LC576B2), USA
Ładunek: lot testowy; Uwagi: start udany
55. 20 lutego 1962, 14:47 GMT; s/n 109D; miejsce startu: Przylądek Canaveral (LC14), USA
Ładunek: Mercury 6; Uwagi: start udany – pierwszy amerykański załogowy lot kosmiczny
56. 21 lutego 1962, 22:30 GMT; s/n 52D; miejsce startu: kosmodrom Vandenberg (LC576B3), USA
Ładunek: lot testowy; Uwagi: start nieudany
57. 24 marca 1962, 00:39 GMT; s/n 134D; miejsce startu: kosmodrom Vandenberg (LC576B2), USA
Ładunek: lot demonstracyjny; Uwagi: start udany – wizytowany przez prezydenta USA, Johna F. Kennedy’ego
58. 12 kwietnia 1962, 01:57 GMT; s/n 129D; miejsce startu: kosmodrom Vandenberg (LC576B2), USA
Ładunek: lot demonstracyjny; Uwagi: start udany
59. 27 kwietnia 1962, 23:24 GMT; s/n 140D; miejsce startu: kosmodrom Vandenberg (LC576B2), USA
Ładunek: lot demonstracyjny; Uwagi: start udany
60. 12 maja 1962, 00:31 GMT; s/n 127D; miejsce startu: kosmodrom Vandenberg (LC576B3), USA
Ładunek: lot demonstracyjny; Uwagi: start udany
61. 24 maja 1962, 12:45 GMT; s/n 107D; miejsce startu: Przylądek Canaveral (LC14), USA
Ładunek: Mercury 7; Uwagi: start udany
62. 26 czerwca 1962, 10:57 GMT; s/n 21D; miejsce startu: kosmodrom Vandenberg (LC576B3), USA
Ładunek: brak; Uwagi: start udany – rakieta stanowiła latający cel NTMP K-1
63. 12 lipca 1962, 16:57 GMT; s/n 141D; miejsce startu: kosmodrom Vandenberg (LC576B2), USA
Ładunek: brak; Uwagi: start udany – rakieta stanowiła latający cel NTMP K-2
64. 19 lipca 1962, 11:05 GMT; s/n 13D; miejsce startu: kosmodrom Vandenberg (LC576B1), USA
Ładunek: lot demonstracyjny; Uwagi: start udany
65. 9 sierpnia 1962, 10:57 GMT; s/n 13D; miejsce startu: kosmodrom Vandenberg (LC576B1), USA
Ładunek: lot demonstracyjny; Uwagi: start udany
66. 19 lipca 1962, 22:51 GMT; s/n 8D; miejsce startu: kosmodrom Vandenberg (LC576B3), USA
Ładunek: lot demonstracyjny; Uwagi: start udany
67. 19 lipca 1962, 23:05 GMT; s/n 87D; miejsce startu: kosmodrom Vandenberg (LC576B2), USA
Ładunek: lot demonstracyjny; Uwagi: start udany
68. 2 października 1962, 11:46 GMT; s/n 4D; miejsce startu: kosmodrom Vandenberg (LC576B2), USA
Ładunek: brak; Uwagi: start nieudany – rakieta stanowiła latający cel NTMP K-3
69. 3 października 1962, 12:15 GMT; s/n 113D; miejsce startu: Przylądek Canaveral (LC14), USA
Ładunek: Mercury 8; Uwagi: start udany
70. 26 października 1962, 10:59 GMT; s/n 159D; miejsce startu: kosmodrom Vandenberg (LC576A1), USA
Ładunek: brak; Uwagi: start udany – rakieta stanowiła latający cel NTMP K-5
71. 12 grudnia 1962, 11:38 GMT; s/n 161D; miejsce startu: kosmodrom Vandenberg (LC576A3), USA
Ładunek: brak; Uwagi: start udany – rakieta stanowiła latający cel NTMP K-6
72. 22 grudnia 1962, 09:29 GMT; s/n 160D; miejsce startu: kosmodrom Vandenberg (LC576A1), USA
Ładunek: brak; Uwagi: start udany – rakieta stanowiła testowy latający cel NTMP K-7
73. 25 stycznia 1963, 10:44 GMT; s/n 39D; miejsce startu: kosmodrom Vandenberg (LC576B2), USA
Ładunek: brak; Uwagi: start nieudany – rakieta stanowiła testowy latający cel NTMP K-9/OT
74. 31 stycznia 1963, 08:51 GMT; s/n 176D; miejsce startu: kosmodrom Vandenberg (LC576A3), USA
Ładunek: brak; Uwagi: start udany – rakieta stanowiła testowy latający cel NTMP K-12
75. 13 lutego 1963, 11:55 GMT; s/n 182D; miejsce startu: kosmodrom Vandenberg (LC576A1), USA
Ładunek: brak; Uwagi: start udany – rakieta stanowiła testowy latający cel NTMP K-8/NC20.133
76. 28 lutego 1963, 09:22 GMT; s/n 188D; miejsce startu: kosmodrom Vandenberg (LC576A3), USA
Ładunek: brak; Uwagi: start udany – rakieta stanowiła testowy latający cel NTMP K-10
77. 10 marca 1963, 02:42 GMT; s/n 102D; miejsce startu: kosmodrom Vandenberg (LC576B3), USA
Ładunek: lot testowy; Uwagi: start nieudany
78. 15 marca 1963, 11:38 GMT; s/n 46D; miejsce startu: kosmodrom Vandenberg (LC576B1), USA
Ładunek: lot testowy pod nazwą Tall Tree 1; Uwagi: start nieudany
79. 16 lutego 1963, 08:32 GMT; s/n 193D; miejsce startu: kosmodrom Vandenberg (LC576A1), USA
Ładunek: brak; Uwagi: start nieudany – rakieta stanowiła latający cel NTMP K-14/NC20.145
80. 15 maja 1963, 13:04 GMT; s/n 130D; miejsce startu: Przylądek Canaveral (LC14), USA
Ładunek: Mercury 9; Uwagi: start udany
81. 12 czerwca 1963, 09:03 GMT; s/n 198D; miejsce startu: kosmodrom Vandenberg (LC576A3), USA
Ładunek: brak; Uwagi: start udany – rakieta stanowiła latający cel serii NTMP
82. 31 lipca 1963, 20:52 GMT; s/n 143D; miejsce startu: kosmodrom Vandenberg (LC576B1), USA
Ładunek: misja testowa St Cool Water 1; Uwagi: start udany
83. 28 sierpnia 1963, 23:10 GMT; s/n 142D; miejsce startu: kosmodrom Vandenberg (LC576B3), USA
Ładunek: misja testowa St Cool Water 2; Uwagi: start udany
84. 6 września 1963, 21:59 GMT; s/n 63D; miejsce startu: kosmodrom Vandenberg (LC576B2), USA
Ładunek: misja testowa St Cool Water 3; Uwagi: start nieudany
85. 11 września 1963, 21:00 GMT; s/n 84D; miejsce startu: kosmodrom Vandenberg (LC576B1), USA
Ładunek: misja testowa St Cool Water 4; Uwagi: start nieudany
86. 7 października 1963, 21:31 GMT; s/n 163D; miejsce startu: kosmodrom Vandenberg (LC576B3), USA
Ładunek: misja testowa St Cool Water 5; Uwagi: start nieudany
87. 4 listopada 1963, 09:34 GMT; s/n 232D; miejsce startu: kosmodrom Vandenberg (LC576A1), USA
Ładunek: lot testowy pojazdu powrotnego ABRES REX 3; Uwagi: start udany
88. 13 listopada 1963, 22:35 GMT; s/n 158D; miejsce startu: kosmodrom Vandenberg (LC576B2), USA
Ładunek: misja testowa St Cool Water 6; Uwagi: start nieudany
89. 18 grudnia 1963, 09:52 GMT; s/n 233D; miejsce startu: kosmodrom Vandenberg (LC576A1), USA
Ładunek: lot testowy pojazdu powrotnego ABRES LORV 8; Uwagi: start udany
90. 18 czerwca 1964, 14:56 GMT; s/n 243D; miejsce startu: kosmodrom Vandenberg (LC576A1), USA
Ładunek: lot testowy pojazdu powrotnego ABRES LORV 1; Uwagi: start udany
91. 29 lipca 1964, 09:22 GMT; s/n 248D; miejsce startu: kosmodrom Vandenberg (LC576A3), USA
Ładunek: brak; Uwagi: start udany – rakieta stanowiła latający cel NTMP KX-13
92. 15 września 1964, 15:27 GMT; s/n 245D; miejsce startu: kosmodrom Vandenberg (LC576A1), USA
Ładunek: lot testowy pojazdu powrotnego ABRES LORV 3; Uwagi: start udany
93. 22 września 1964, 13:08 GMT; s/n 247D; miejsce startu: kosmodrom Vandenberg (LC576A3), USA
Ładunek: brak; Uwagi: start udany – rakieta stanowiła latający cel NTMP KX-19
94. 1 grudnia 1964, 08:45 GMT; s/n 210D; miejsce startu: kosmodrom Vandenberg (LC576A1), USA
Ładunek: lot testowy pojazdu powrotnego ABRES LORV 5; Uwagi: start udany
95. 4 grudnia 1964, 11:09 GMT; s/n 300D; miejsce startu: kosmodrom Vandenberg (LC576A3), USA
Ładunek: brak; Uwagi: start udany – rakieta stanowiła latający cel NTMP RMV-303
96. 12 stycznia 1965, 14:32 GMT; s/n 166D; miejsce startu: kosmodrom Vandenberg (LC576B1), USA
Ładunek: brak; Uwagi: start udany – rakieta stanowiła latający cel NTMP RMV-302
97. 21 stycznia 1965, 21:34 GMT; s/n 172D; miejsce startu: kosmodrom Vandenberg (LC576B3), USA
Ładunek: OV1 01 (ABRES MTV 1), OV1 1; Uwagi: start nieudany
98. 27 lutego 1965, 11:11 GMT; s/n 211D; miejsce startu: kosmodrom Vandenberg (LC576A1), USA
Ładunek: lot testowy pojazdu powrotnego ABRES LORV 4; Uwagi: start udany
99. 2 marca 1965, 09:52 GMT; s/n 301D; miejsce startu: kosmodrom Vandenberg (LC576A3), USA
Ładunek: brak; Uwagi: start udany – rakieta stanowiła latający cel NTMP RMV-301
100. 12 marca 1965, 23:21 GMT; s/n 154D; miejsce startu: kosmodrom Vandenberg (LC576B3), USA
Ładunek: lot testowy pojazdu powrotnego ABRES MTV 2; Uwagi: start udany
101. 26 marca 1965, 09:01 GMT; s/n 297D; miejsce startu: kosmodrom Vandenberg (LC576A1), USA
Ładunek: lot testowy pojazdu powrotnego ABRES LORV 7; Uwagi: start udany
102. 6 kwietnia 1965, 13:34 GMT; s/n 150D; miejsce startu: kosmodrom Vandenberg (LC576B1), USA
Ładunek: lot testowy pojazdu powrotnego ABRES WAC 4; Uwagi: start udany
103. 28 maja 1965, 02:54 GMT; s/n 68D; miejsce startu: kosmodrom Vandenberg (LC576B3), USA
Ładunek: OV1 3; Uwagi: start nieudany
104. 4 czerwca 1965, 10:38 GMT; s/n 177D; miejsce startu: kosmodrom Vandenberg (LC576B2), USA
Ładunek: lot testowy pojazdu powrotnego NTMP RMV-304; Uwagi: start udany
105. 8 czerwca 1965, 15:17 GMT; s/n 299D; miejsce startu: kosmodrom Vandenberg (LC576A1), USA
Ładunek: lot testowy pojazdu powrotnego ABRES LORV 6; Uwagi: start udany
106. 10 czerwca 1965, 12:26 GMT; s/n 302D; miejsce startu: kosmodrom Vandenberg (LC576A3), USA
Ładunek: lot testowy pojazdu powrotnego NTMP RMV-303; Uwagi: start udany
107. 1 lipca 1965, 09:54 GMT; s/n 59D; miejsce startu: kosmodrom Vandenberg (LC576B1), USA
Ładunek: lot testowy pojazdu powrotnego NTMP KX-32; Uwagi: start udany
108. 4 sierpnia 1965, 12:43 GMT; s/n 183D; miejsce startu: kosmodrom Vandenberg (LC576B1), USA
Ładunek: lot testowy pojazdu powrotnego ABRES WAC 5; Uwagi: start udany
109. 26 sierpnia 1965, 11:20 GMT; s/n 61D; miejsce startu: kosmodrom Vandenberg (LC576B2), USA
Ładunek: lot testowy pojazdu powrotnego NTMP KX-41; Uwagi: start udany
110. 29 września 1965, 10:40 GMT; s/n 125D; miejsce startu: kosmodrom Vandenberg (LC576B1), USA
Ładunek: lot testowy pojazdu powrotnego NTMP KX-45; Uwagi: start udany
111. 5 października 1965, 09:07 GMT; s/n 34D; miejsce startu: kosmodrom Vandenberg (LC576B3), USA
Ładunek: OV1 2, SPP29, OV1 2S; Uwagi: start udany
112. 29 listopada 1965, 14:30 GMT; s/n 200D; miejsce startu: kosmodrom Vandenberg (LC576A1), USA
Ładunek: lot testowy pojazdu powrotnego NTMP KX-33; Uwagi: start udany
113. 20 grudnia 1965, 13:39 GMT; s/n 85D; miejsce startu: kosmodrom Vandenberg (LC576B2), USA
Ładunek: lot testowy pojazdu powrotnego NTMP KX-31; Uwagi: start udany
114. 10 lutego 1966, 09:48 GMT; s/n 305D; miejsce startu: kosmodrom Vandenberg (LC576A1), USA
Ładunek: lot testowy pojazdu powrotnego NTMP KX-38; Uwagi: start udany
115. 11 lutego 1966, 13:04 GMT; s/n 86D; miejsce startu: kosmodrom Vandenberg (LC576B2), USA
Ładunek: lot testowy pojazdu powrotnego NTMP KX-51; Uwagi: start udany
116. 19 lutego 1966, 09:56 GMT; s/n 73D; miejsce startu: kosmodrom Vandenberg (LC576B1), USA
Ładunek: lot testowy pojazdu powrotnego NTMP KX-47; Uwagi: start udany
117. 4 marca 1966, 12:29 GMT; s/n 303D; miejsce startu: kosmodrom Vandenberg (LC576A1), USA
Ładunek: lot testowy pojazdu powrotnego NTMP KX-35; Uwagi: start nieudany
118. 19 marca 1966, 12:30 GMT; s/n 304D; miejsce startu: kosmodrom Vandenberg (LC576A1), USA
Ładunek: lot testowy pojazdu powrotnego NTMP KX-43; Uwagi: start udany
119. 30 marca 1966, 09:20 GMT; s/n 72D; miejsce startu: kosmodrom Vandenberg (LC576B3), USA
Ładunek: OV1 04, OV1 05S, OV1 04S; Uwagi: start udany
120. 3 maja 1966, 10:30 GMT; s/n 208D; miejsce startu: kosmodrom Vandenberg (LC576A1), USA
Ładunek: lot testowy pojazdu powrotnego NTMP KX-37; Uwagi: start nieudany
121. 13 maja 1966, 11:43 GMT; s/n 98D; miejsce startu: kosmodrom Vandenberg (LC576B1), USA
Ładunek: lot testowy pojazdu powrotnego ABRES WAC 5A; Uwagi: start udany
122. 26 maja 1966, 12:04 GMT; s/n 41D; miejsce startu: kosmodrom Vandenberg (LC576B2), USA
Ładunek: lot testowy pojazdu powrotnego NTMP KX-47; Uwagi: start udany
123. 10 czerwca 1966, 11:15 GMT; s/n 96D; miejsce startu: kosmodrom Vandenberg (LC576B1), USA
Ładunek: lot testowy pojazdu powrotnego NTMP KX-42; Uwagi: start udany
124. 26 czerwca 1966, 15:34 GMT; s/n 147D; miejsce startu: kosmodrom Vandenberg (LC576B2), USA
Ładunek: lot testowy pojazdu powrotnego NTMP KX-20; Uwagi: start udany
125. 30 czerwca 1966, 10:00 GMT; s/n 298D; miejsce startu: kosmodrom Vandenberg (LC576A1), USA
Ładunek: lot testowy pojazdu powrotnego NTMP KX-39; Uwagi: start udany
126. 14 lipca 1966, 02:10 GMT; s/n 58D; miejsce startu: kosmodrom Vandenberg (LC576B3), USA
Ładunek: OV1 07, OV1 08; Uwagi: start częściowo nieudany
127. 11 grudnia 1966, 21:09 GMT; s/n 89D; miejsce startu: kosmodrom Vandenberg (LC576B3), USA]br />Ładunek: OV1 09, OV1 10; Uwagi: start udany
128. 22 stycznia 1967, 15:44 GMT; s/n 35D; miejsce startu: kosmodrom Vandenberg (LC576B2), USA
Ładunek: lot testowy pojazdu powrotnego ABRES Mk 12R PDV; Uwagi: start udany
129. 7 kwietnia 1967, 11:19 GMT; s/n 38D; miejsce startu: kosmodrom Vandenberg (LC576B2), USA
Ładunek: lot testowy pojazdu powrotnego ABRES AX-1; Uwagi: start udany
130. 6 lipca 1967,? GMT; s/n 65D; miejsce startu: kosmodrom Vandenberg (LC576B2), USA
Ładunek: lot testowy pojazdu powrotnego ABRES PDV; Uwagi: start udany
131. 27 lipca 1967, 19:00 GMT; s/n 92D; miejsce startu: kosmodrom Vandenberg (LC576B3), USA
Ładunek: OV1 08S, OV1 11, OV1 12S; Uwagi: start częściowo nieudany
132. 11 października 1967, 11:30 GMT; s/n 69D; miejsce startu: kosmodrom Vandenberg (LC576B3), USA
Ładunek: lot testowy pojazdu powrotnego ABRES TVX-13; Uwagi: start udany
133. 7 listopada 1967, 13:17 GMT; s/n 94D; miejsce startu: kosmodrom Vandenberg (LC576B2), USA
Ładunek: lot testowy pojazdu powrotnego ABRES Mk 11 AX-2; Uwagi: start udany

### Atlas D z członem Antares 2
1. 14 kwietnia 1964, 21:42 GMT; s/n 263D; miejsce startu: Przylądek Canaveral (LC12), USA
Ładunek: FIRE 1; Uwagi: start udany – lot modelu kapsuły statku Apollo
2. 22 maja 1965, 21:55 GMT; s/n 264D; miejsce startu: Przylądek Canaveral (LC12), USA
Ładunek: FIRE 2; Uwagi: start udany – lot modelu kapsuły statku Apollo